# Носсак, Ханс Эрих
Ханс Эрих Носсак (нем. Hans Erich Nossack, 30 января 1901, Гамбург — 2 ноября 1977, там же) — немецкий писатель.

## Биография
Из семьи хозяина компании, производившей кофе и какао. Учился урывками — в Гамбургском и Йенском университетах, курса нигде не кончил. Отказался от финансовой поддержки своей буржуазной семьи и сводил концы с концами, работая чернорабочим. Вступил в КПГ, куда вернулся в 1930. Женился (1925), служил в банке, в 1933 поступил в отцовскую фирму. В Третьем Рейхе ему было запрещено печататься. СА и полиция обыскали его дом, но самого не арестовали. Писал стихи и драмы, рукописи погибли при бомбежке Гамбурга ВВС Великобритании и США (1943), описанной им в автобиографической повести Гибель (Der Untergang, 1948). Опубликовал несколько стихотворений в журнале Neue Rundschau (1942, 1944). В 1947 его стихи вышли книгой, в том же году она была переведена на французский. С 1956 — свободный писатель. С этого времени жил в Айштеттене, с 1962 — в Дармштадте, с 1965 — во Франкфурте, в 1969 вернулся в Гамбург, где прожил до кончины.
Архив писателя хранится в Немецком литературном архиве в Марбах-ам-Неккаре.

## Произведения
- Стихотворения/ Gedichte (1947)
- Путешествие в царство мертвых. Отчет выжившего/ Nekyia. Bericht eines Überlebenden (1947)
- Интервью со смертью/ Interview mit dem Tode (1948)
- Spätestens im November (1955), роман
- Der Neugierige (1955), повесть
- Die Hauptprobe. Eine tragödienhafte Burleske mit zwei Pausen (1956)
- Спираль. Роман одной бессонной ночи/ Spirale. Roman einer schlaflosen Nacht (1956)
- Begegnung im Vorraum (1958), две повести
- Младший брат/ Der jüngere Bruder (1958), роман
- Nach dem letzten Aufstand. Ein Bericht (1961)
- Ein Sonderfall (1963), драма
- Завещание Луция Эврина/ Das Testament des Lucius Eurinus (1963)
- Das kennt man (1964), повесть
- Sechs Etüden (1964), рассказы
- Die schwache Position der Literatur (1966), выступления и статьи
- Дело д’Артеза/ Der Fall d’Arthez (1968), роман
- Dem unbekannten Sieger (1969), роман
- Pseudoautobiographische Glossen (1971)
- Die gestohlene Melodie (1972), роман
- Bereitschaftsdienst. Bericht über die Epidemie (1973)
- Um es kurz zu machen (1975), миниатюры
- Счастливый человек/ Ein glücklicher Mensch (1975), роман
- Дневники 1943—1977/ Die Tagebücher 1943—1977 (1997)
- Geben Sie bald wieder ein Lebenszeichen. Briefwechsel 1943—1956 (2001), письма 1943—1956

## Признание
Член Академии наук и литературы в Майнце (1949, в 1964—1968 — её вице-президент), Свободной академии художеств в Гамбурге, Немецкой академии языка и поэзии в Дармштадте (1961). Премия Георга Бюхнера (1961). Премия Вильгельма Раабе (1963). Орден Pour le Mérite (1973). Орден «За заслуги перед Федеративной Республикой Германия» (1974).

## Публикации на русском языке
- Дело д’Артеза. — М.: Прогресс, 1973
- Спираль. Дело Д’Артеза. Рассказы и повесть. — М.: Радуга, 1982, 1983 (Мастера современной прозы)